# TRAPPIST-1c
TRAPPIST-1c також позначається як 2MASS J23062928-0502285 c — переважно кам'яниста екзопланета, що обертається навколо надхолодної карликової зорі TRAPPIST-1, розташованої на відстані 40,7 світлових років (12,5 парсек) від Землі у сузір'ї Водолія. Це третя за масою і третя за розміром планета системи, з приблизно 131 % маси і 110 % радіуса Землі. Її щільність вказує на переважно кам'янистий склад, а спостереження космічного телескопа Джеймса Вебба, анонсовані на 2023 рік, вказують на відсутність густої атмосфери CO2, однак це не виключає наявності густої абіотичної атмосфери з переважанням кисню, як це передбачається навколо червоних карликових зірок.[джерело?]

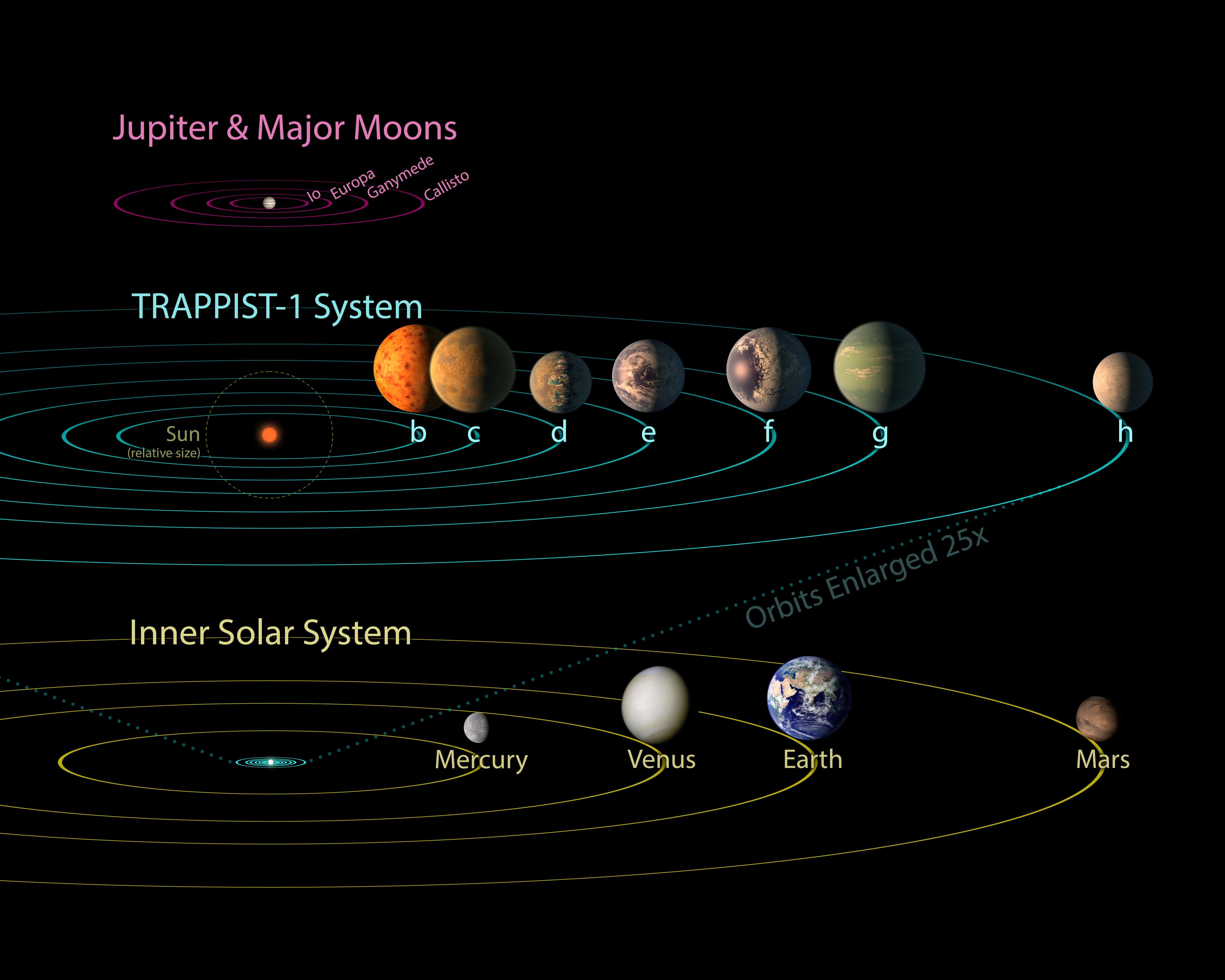
Порівняння розмірів зіркових систем TRAPPIST-1 та Сонячної системи (а також системи супутників Юпітера) за віддаленістю планет від власних зірок (чи Юпітера)

## Характеристики планети
TRAPPIST-1c спостерігали за допомогою транзитного методу, що дозволило вченим обчислити її радіус. Варіації транзитного часу та комп'ютерне моделювання дозволили визначити масу, густину та гравітацію планети. TRAPPIST-1c — третя за розміром планета системи TRAPPIST-1 з радіусом 1,097 R🜨. Вона також є третьою за масою в системі з масою 1,308 M🜨, що трохи менше, ніж у наступної за масою планети, TRAPPIST-1g. Початкові оцінки припускали, що TRAPPIST-1c має меншу густину (4,89 г/см3) і гравітацію (0,966g), ніж Земля, що узгоджується з кам'янистим складом і густою атмосферою, подібною до венеріанської. Однак уточнені оцінки густини показують, що густина планети схожа на земну.
Очікувалося, що атмосфера TRAPPIST-1c буде достатньо великою, щоб підняти температуру поверхні набагато вище розрахованої рівноважної температури 334,8 K (61,7 °C; 143,0 °F). Однак спостереження вторинного затемнення TRAPPIST-1c космічним телескопом Джеймса Вебба, про яке було оголошено у 2023 році, свідчить проти густої атмосфери CO2, однак це не виключає густої атмосфери з переважанням абіотичного кисню, яка, за гіпотезою, є поширеною навколо червоних карликових зір, з виміряною температурою поверхні 380 K (107 °C; 224 °F). Крім того, планета може бути дуже геологічно активною через приливне стискання, подібне до супутника Юпітера Іо, який має схожий орбітальний період і ексцентриситет.

## Орбіта
Орбіта TRAPPIST-1c знаходиться дуже близько до своєї материнської зірки. Один рік на планеті триває лише 2,42 дні (58 годин), що вдвічі менше, ніж у найвіддаленішої планети Сонячної системи — Меркурія — 176 днів. Планета обертається на відстані 0,0158 а.о., що становить близько 1,6 % відстані між Землею і Сонцем. На такій близькості TRAPPIST-1c, найімовірніше, є припливно захопленою планетою. Однак, через малий розмір своєї зорі, планета отримує приблизно в 2,1 рази більше сонячного світла, ніж Земля (подібно до Венери — в 1,9 рази). Ексцентриситет її орбіти дуже низький — 0,00654, як і у TRAPPIST-1b.